# Langres (pho mát)
Langres là một loại pho mát Pháp xuất xứ từ vùng Grand Est, được cấp Chỉ dẫn xuất xứ có kiểm soát (AOC) kể từ năm 1991 và được cấp Chỉ dẫn xuất xứ được bảo vệ (PDO) kể từ năm 2009. Sản phẩm nổi tiếng của vùng cao nguyên Langres.

## Mô tả
Đây là một loại pho mát được làm từ sữa bò. Phần bánh mềm, màu kem, hơi vụn và được bao bọc bởi một lớp vỏ ngoài khá mỏng là nguyên liệu làm từ nấm Penicillium candidum.
Thời gian sản xuất tối ưu của nó kéo dài từ tháng 5 đến tháng 8, dùng sau khi chín trong 15 ngày đối với định dạng bánh nhỏ (150 đến 250 gr), 18 ngày đối với định dạng bánh trung bình (280 đến 350 gr) và 21 ngày đối với định dạng « à la coupe » (800 đến 1.300 gr), nhưng nó cũng rất ngon khi sản xuất từ tháng 3 đến tháng 12. Nó nhẹ hơn pho mát Époisses, đối thủ cạnh tranh lớn trong khu vực.
Loại pho mát này được cấp AOC từ năm 1991 và đã được cấp PDO vào ngày 13 tháng 1 năm 2009, được công bố trên báo chí chính thức vào ngày 15 tháng 1 năm 2009.
AOC xác định hai quận Haute-Marne (Chaumont và Langres), một vùng Vosges (Neufchâteau) và 4 làng ở Côte-d'Or. Các giống bò được ủy quyền sản xuất loại pho mát này là Simmental Pháp, Montbéliarde và Brown. Giống bò Prim'Holstein được dung nạp miễn số bò đó không vượt quá 50% trong đàn. Các Chỉ dẫn xuất xứ cũng yêu cầu bò phải chăn thả tối thiểu 6 tháng mỗi năm.
Năm 2016, 605,5 tấn Langres được sản xuất bởi ba nhà máy pho mát, bao gồm cả một nhà sản xuất gắn kết với trang trại bò sữa.
Pho mát Langres được tôn vinh và quảng bá ở Langres bởi hội anh em Taste-fromages de Langres.

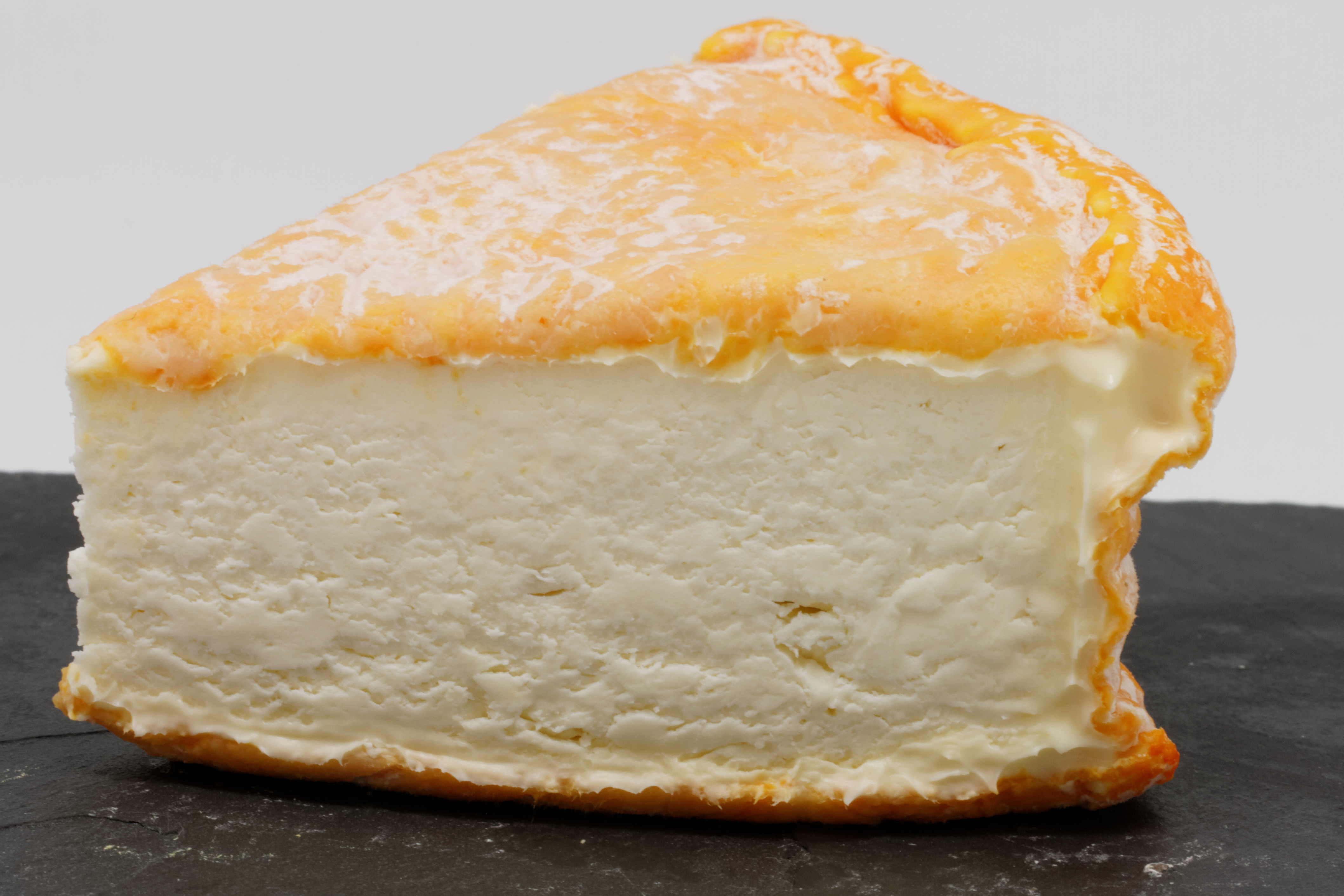
portion
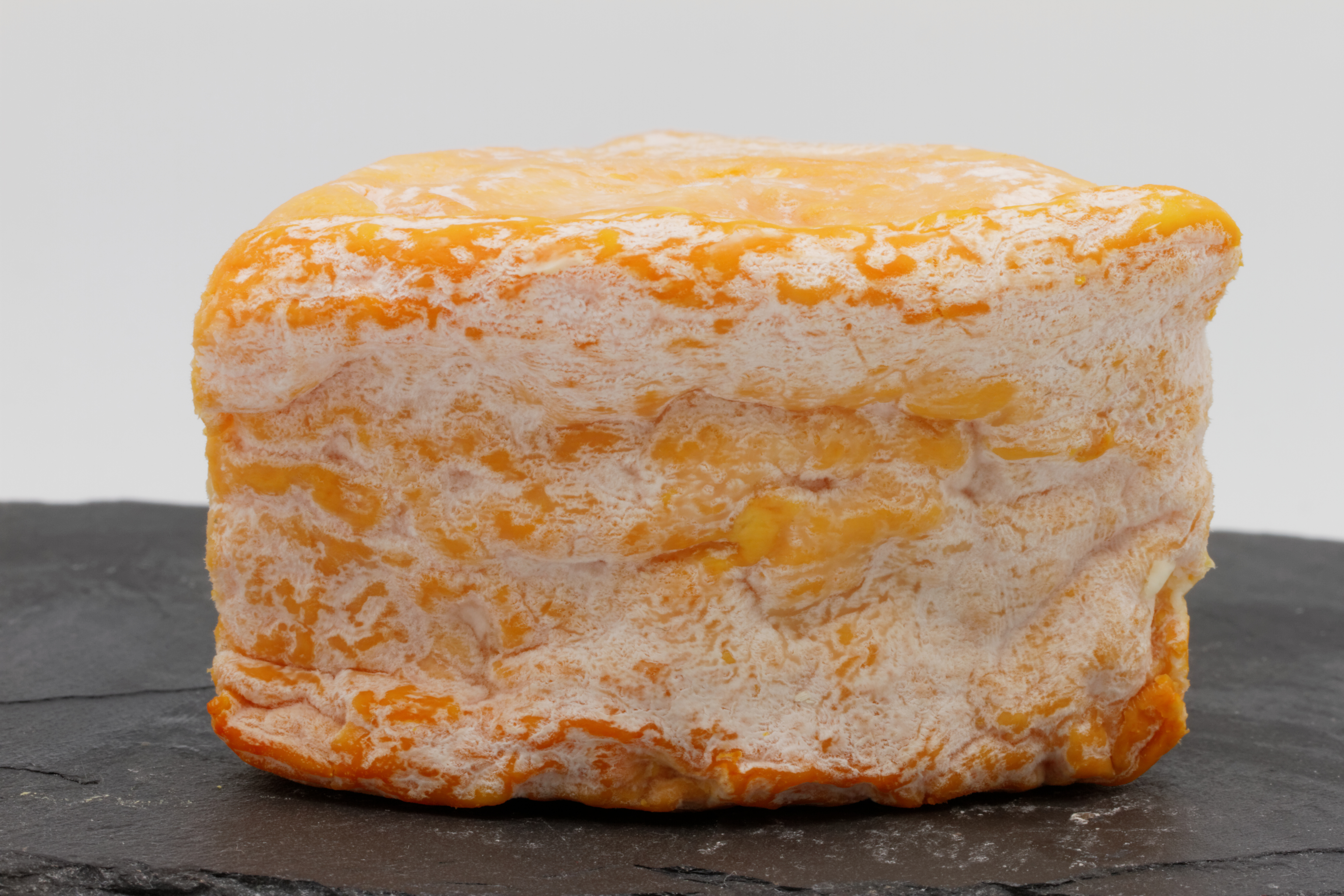
croûte
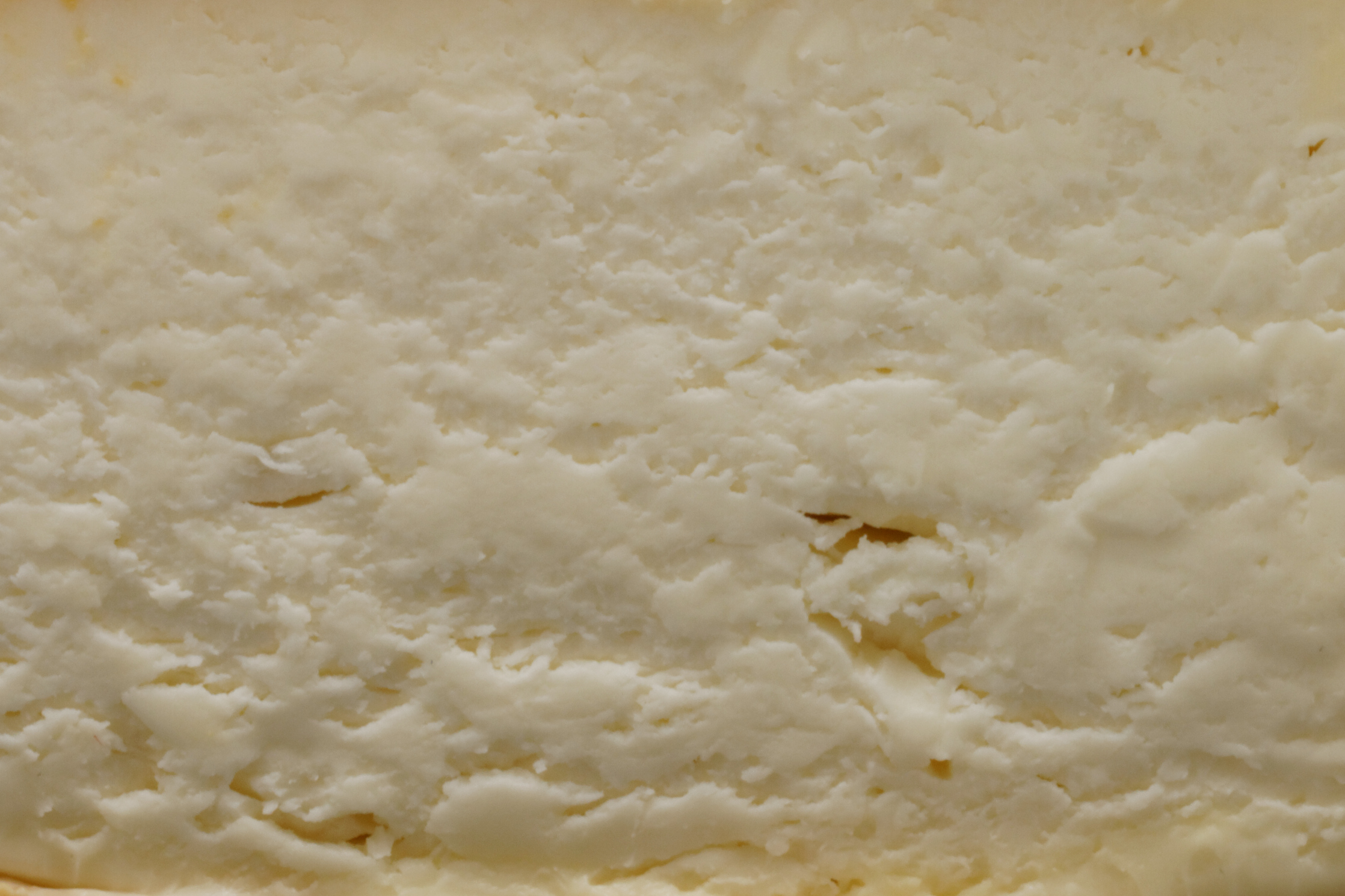
pâte

## Sách
- Jérôme Benêt, Georges Risoud, Histoire du fromage de Langres, Langres, NXB Dominique Guéniot, 2005.